# Nicole Jung

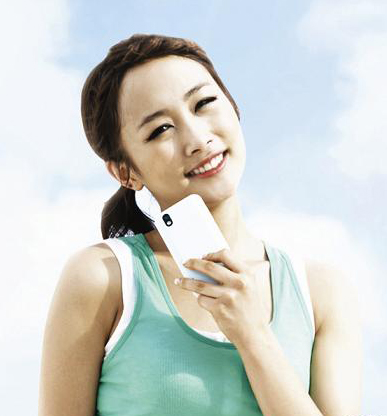

Jung Yong-ju (hangul: 정용주; hanja: 鄭龍珠; rr: Jeong Yong-ju; MR: Chŏng Yong-chu nascida Nicole Jung em 7 de outubro de 1991), mais conhecida na carreira musical apenas como Nicole (hangul: 니콜; rr: Nikol; MR: Nik'ol), é uma cantora, atriz, rapper e dançarina estadunidense de origem sul-coreana. Realizou sua estreia no cenário musical em março de 2007 no grupo feminino Kara.
Em meados de 2014, deixou a DSP Media e assinou com a B2M Entertainment. Seu extended play de estreia, First Romance, foi lançado em novembro de 2014.

## Biografia
Nicole nasceu em 7 de outubro de 1991 em Los Angeles, Califórnia, de pais coreanos. Ela frequentou a Mark Keppel Elementary School e a Toll Middle School em Glendale; no entanto, ela viveu no centro de Los Angeles. Na escola, Nicole participou no coro, tocou violino durante 4 anos e teve aulas de dança.

## Saída do KARA
Em Janeiro de 2014, a DSP Entertainment anunciou o desligamento de Nicole do grupo e da agencia. Segundo o pronunciamento da agencia, ela estaria se preparando para estudar canto e dança nos Estados Unidos.
Depois da saida mesma, houve vários rumores de recrutamento por parte da Core Contents Media e Wellmade StarM, mas tanto as duas agencias, como Nicole desmentiram o caso.

## Carreira Solo
Em Setembro de 2014, foi anunciado que Nicole faria seu debut solo pela B2M Entertainment. Depois de meses de treinamento como solista, ela retornará em outubro de 2014 como artista solo.

## Discografia

### Álbuns de Estúdio
| Bliss                                                                                 | - Lançamento: 27 de abril de 2016 - Gravadora: CJ Victor Entertainment - Formatos: CD, download digital | TBA | TBA | TBA |
| "—" denota lançamentos que não apareceram nos charts ou não foram lançadas na região. | |     |     |     |

### Extended plays
| First Romance                                                                         | - Lançamento: 19 de novembro de 2014 - Gravadora: B2M Entertainment - Formatos: CD, digital download | 5 | — | - KOR: 10.137+ |
| "—" denota lançamentos que não apareceram nos charts ou não foram lançadas na região. | |   |   |                |

### Singles
| "Lost" (feat. Jeong Jinwoon)                                                          | 2012 | 85 | —  | —  | - KOR: 58.305+ | Kara Solo Collection |
| "Mama"                                                                                | 2014 | 69 | —  | —  | - KOR: 46.167+ | First Romance        |
| Japonês                                                                               |      |    |    |    |                |                      |
| "Something Special"                                                                   | 2015 | —  | 29 | 8  | - JPN: 12.268+ | Bliss                |
| "Don't Stop"                                                                          | 2016 | —  | 45 | 11 | - JPN: 7.768+  | Bliss                |
| "—" denota lançamentos que não apareceram nos charts ou não foram lançadas na região. |      |    |    |    |                |                      |

### Participação emsingles
| "Happy...And" (Kang Kyun-sung feat. Nicole)                                           | 2009 | —  | — |                      | single sem álbum |
| "Gorae" (고래; Whale) (Park Myung Soo feat. Nicole)                                   | 2010 | 12 | — |                      | single sem álbum |
| "This Person" (Dazzling Red)                                                          | 2012 | 2  | 6 | - KOR (DL): 740.936+ | single sem álbum |
| "—" denota lançamentos que não apareceram nos charts ou não foram lançadas na região. |      |    |   |                      |                  |

### Outras Participações
| Ano  | Título                                                                                    | Álbum                               |
| ---- | ----------------------------------------------------------------------------------------- | ----------------------------------- |
| 2008 | "Kkeun" (끈; String) (SunHa feat. Nicole)                                                 | Fahrenheit                          |
| 2010 | "Gil" (길;Road) (Nicole & KARA)                                                           | MBC Music Travel Lalala Live Vol.7  |
| 2010 | "Bingeul Bingeul" (빙글 빙글; Round and Round) (No Brain feat. Nicole, SeungYeon & Gyuri) | MBC Music Travel Lalala Live Vol.11 |
| 2014 | "Chalali Binunmul-e" (차라리 비눈물에; Rain Tears Instead) (Jung Il-Woo e Nicole)         | The Night Watchman OST              |

## Filmografia

### Filmes
| Ano  | Título             | Emissora                             | Notas             |
| ---- | ------------------ | ------------------------------------ | ----------------- |
| 2011 | My Way             | funcionária do balcão de informações | cameo             |
| 2013 | KARA The Animation | ela mesma                            | dublagem japonesa |

### Dramas
| Ano  | Título               | Emissora  | Notas                                                                          |
| ---- | -------------------- | --------- | ------------------------------------------------------------------------------ |
| 2008 | The Person Is Coming | MBC       | Gangue de estudantes femininas, junto com Park Gyuri, Goo Ha-ra e Kang Jiyoung |
| 2011 | URAKARA              | TV Tokyo  | Nicole                                                                         |
| 2014 | Secret Love          | DRAMAcube | Melly                                                                          |

### Variedades e reality shows
| Ano  | Título                                                       | Emissora | Notas                                                                |
| ---- | ------------------------------------------------------------ | -------- | -------------------------------------------------------------------- |
| 2008 | Star Golden Bell (Level With Me Season 2)                    | KBS2     | MC                                                                   |
| 2009 | Bonanza (노다지)                                             | MBC      | Episodes 1, 2                                                        |
| 2009 | "Republic of Korea Star Rankings"                            | MBC      | Convidada                                                            |
| 2009 | Nicole the Entertainer's Introduction to Veterinary Science2 | Mnet     | Convidada Permanente                                                 |
| 2009 | Star King                                                    | KBS      | Episódios 145                                                        |
| 2009 | Strong Heart                                                 | SBS      | Episodes 2, 23, 24, 96, 97                                           |
| 2010 | Heroes / Good Sunday                                         | SBS      | Convidada Permanente                                                 |
| 2010 | Let's Go Dream Team! Season 2                                | KBS      | Episode 18, 19, 29, 32                                               |
| 2010 | Invincible Youth Season 1                                    | KBS      | Convidada Ep. 18                                                     |
| 2010 | Family Outing Season 1                                       | SBS      | Episódios 81, 82                                                     |
| 2010 | Family Outing Season 2                                       | SBS      | Episódios 14, 15                                                     |
| 2013 | We Got Married (4ª Temporada)                                | MBC      | Convidada                                                            |
| 2014 | Everybody                                                    | JTBC     | Guest (18 de dezembro de 2014)                                       |
| 2014 | A Song for You 3                                             | KBS      | Episódio 21                                                          |
| 2015 | Hello Counselor                                              | KBS      | Convidada (19 de janeiro de 2015)                                    |
| 2015 | Match Made in Heaven/Soulmates Returns (2ª Temporada)        | MBC      | Convidada Permanente                                                 |
| 2015 | Let's Go Dream Team! Season 2                                | KBS      | Korea Beauties vs. Multi-national Beauties (19 de fevereiro de 2015) |

### Apresentação em Eventos
| Ano  | Título                  | Emissora | Papel                                          |
| ---- | ----------------------- | -------- | ---------------------------------------------- |
| 2011 | Inkigayo                | SBS      | MC com Goo Ha-ra e IU                          |
| 2013 | 27th Golden Disk Awards | KBS      | Anfitriã com Jung Yong-hwa, Lee Hongki e Dasom |

### Aparição em Videoclipes
| Ano  | Título        | Artista                     | Papel     |
| ---- | ------------- | --------------------------- | --------- |
| 2009 | "Happy...And" | Kang Kyun Sung feat. Nicole | ela mesma |
| 2012 | Hot Game      | A-JAX                       | ela mesma |
| 2012 | "Cheki☆Love"  | PURETTY                     | ela mesma |